# El hombre que murió dos veces
El hombre que murió dos veces, de Enrique Sdrech, es un libro publicado en 1994. En esta novela, el especialista en casos policiales del diario Clarín y de Canal 13, narra con lujo de detalles todas las alternativas del caso Scandinaro, una de las estafas mejor elaboradas que ocurrieron en la Argentina. Con gran dominio de la información el autor introduce al lector en un mundo en el que los cerebros diabólicos y geniales planifican paso a paso cómo quedarse con el dinero de bancos y compañías de seguros.

## Contenido
En el mes de agosto de 1988 el exoficial de la Policía Daniel Julio Scandinaro pasaba tranquilamente sus días en una casaquinta del Gran Buenos Aires, acompañado por una mujer rubia y atractiva. Visitaban a la feliz pareja algunos amigos, que llegaban en automóviles importados. Todo parecía normal... salvo que, para los registros de la Municipalidad de Mar del Plata, Scandinaro había muerto y su cadáver había sido cremado el 21 de febrero de ese mismo año.
Mientras tanto dos compañías norteamericanas, ante las cuales Scandinaro había asegurado su vida, empezaban a pagar las sumas pactadas. Otras dos compañías aseguradoras -una inglesa y otra argentina- deciden en cambio iniciar una investigación que se transforma enseguida en una carrera contra el tiempo: si alguien mata a Scandinaro, todo habrá sido inútil.

## Referencia bibliográfica
- Sdrech, Enrique (1994). El hombre que murió dos veces. Memoria del crimen, Editorial Planeta. ISBN 950-742-522-5.

- Datos: Q5352447